# Llista de topònims de les Oluges
Llista de topònims (noms propis de lloc) del municipi de les Oluges, a la Segarra
Informació actualitzada per un bot. Els canvis manuals es perdran quan s'actualitzi!

## cabana
| imatge | Nom                    | Ubicat a           | instància de | Detalls                      | coordenades                                                                  | Protecció | Commons (més fotos) | Dades a WD                    |
| ------ | ---------------------- | ------------------ | ------------ | ---------------------------- | ---------------------------------------------------------------------------- | --------- | ------------------- | ----------------------------- |
|        | cabana de Cal Carlos   | les Oluges         | cabana       |                              | 41° 42′ 34″ N, 1° 20′ 11″ E / 41.7093065658478°N,1.33625499139797°E 564 msnm |           |                     | Modifica les dades a Wikidata |
|        | cabana de Cal Jaumet   | Montfalcó Murallat | cabana       |                              | 41° 40′ 54″ N, 1° 19′ 32″ E / 41.6815740245067°N,1.32565215290978°E 592 msnm |           |                     | Modifica les dades a Wikidata |
|        | cabana de Cal Ton      | les Oluges         | cabana       |                              | 41° 42′ 11″ N, 1° 19′ 44″ E / 41.7030303182939°N,1.32890532792158°E 588 msnm |           |                     | Modifica les dades a Wikidata |
|        | cabana de l'Eduardo    | les Oluges         | cabana       |                              | 41° 42′ 21″ N, 1° 19′ 32″ E / 41.7058913259368°N,1.32559813071818°E 535 msnm |           |                     | Modifica les dades a Wikidata |
|        | cabana de l'Isidron    | Montfalcó Murallat | cabana       |                              | 41° 40′ 45″ N, 1° 20′ 23″ E / 41.6791115395751°N,1.33967621599114°E 544 msnm |           |                     | Modifica les dades a Wikidata |
|        | cabana de l'Álvarez    | les Oluges         | cabana       | Estat: ruïnós                | 41° 42′ 34″ N, 1° 19′ 47″ E / 41.709352°N,1.329831°E 592 msnm                |           |                     | Modifica les dades a Wikidata |
|        | cabana de la Vinya     | Montfalcó Murallat | cabana       |                              | 41° 41′ 06″ N, 1° 20′ 34″ E / 41.6850808490432°N,1.34264663919766°E 578 msnm |           |                     | Modifica les dades a Wikidata |
|        | cabana del Balcells    | Montfalcó Murallat | cabana       |                              | 41° 41′ 06″ N, 1° 21′ 29″ E / 41.6849232604672°N,1.35801793255872°E 635 msnm |           |                     | Modifica les dades a Wikidata |
|        | cabana del Celdoni     | Montfalcó Murallat | cabana       |                              | 41° 40′ 52″ N, 1° 19′ 35″ E / 41.6811414359474°N,1.32625207177012°E 593 msnm |           |                     | Modifica les dades a Wikidata |
|        | cabana del Fina        | les Oluges         | cabana       |                              | 41° 42′ 05″ N, 1° 18′ 58″ E / 41.7012841831451°N,1.31603111568256°E 557 msnm |           |                     | Modifica les dades a Wikidata |
|        | cabana del Franquesa   | Santa Fe           | cabana       | Estat: ruïnós                | 41° 41′ 52″ N, 1° 21′ 29″ E / 41.6978481854144°N,1.35803763402627°E 597 msnm |           |                     | Modifica les dades a Wikidata |
|        | cabana del Macià       | Montfalcó Murallat | cabana       | Estat: enderrocat o destruït | 41° 41′ 28″ N, 1° 20′ 37″ E / 41.691062°N,1.343609°E 533 msnm                |           |                     | Modifica les dades a Wikidata |
|        | cabana del Mallol      | Montfalcó Murallat | cabana       |                              | 41° 41′ 24″ N, 1° 19′ 36″ E / 41.6901285846332°N,1.32676406317743°E 541 msnm |           |                     | Modifica les dades a Wikidata |
|        | cabana del Raïc        | Montfalcó Murallat | cabana       |                              | 41° 40′ 39″ N, 1° 20′ 37″ E / 41.6775832741151°N,1.34361995143586°E 546 msnm |           |                     | Modifica les dades a Wikidata |
|        | cabana del Vilaplana   | Santa Fe           | cabana       |                              | 41° 41′ 32″ N, 1° 21′ 46″ E / 41.6921429699732°N,1.36280908265582°E 551 msnm |           |                     | Modifica les dades a Wikidata |
|        | cobert de Cal Gomà     | Montfalcó Murallat | cabana       |                              | 41° 41′ 22″ N, 1° 20′ 32″ E / 41.6894878281982°N,1.34220907199216°E 569 msnm |           |                     | Modifica les dades a Wikidata |
|        | cobert del Botet       | Santa Fe           | cabana       |                              | 41° 41′ 55″ N, 1° 22′ 02″ E / 41.6984850560631°N,1.36733505797784°E 593 msnm |           |                     | Modifica les dades a Wikidata |
|        | cobert del Castell     | les Oluges         | cabana       |                              | 41° 41′ 54″ N, 1° 19′ 27″ E / 41.6982588568482°N,1.32410170695322°E 577 msnm |           |                     | Modifica les dades a Wikidata |
|        | coberts del Salat      | les Oluges         | cabana       |                              | 41° 41′ 38″ N, 1° 19′ 16″ E / 41.6938916845982°N,1.32109076373081°E 506 msnm |           |                     | Modifica les dades a Wikidata |
|        | era del Vila           | Santa Fe           | cabana       |                              | 41° 42′ 07″ N, 1° 21′ 42″ E / 41.701818703768°N,1.36172233787225°E 597 msnm  |           |                     | Modifica les dades a Wikidata |
|        | pallissa d'en Segarra  | les Oluges         | cabana       |                              | 41° 42′ 01″ N, 1° 19′ 13″ E / 41.7001559000861°N,1.32017066912715°E 570 msnm |           |                     | Modifica les dades a Wikidata |
|        | pallissa de Cal Gaspar | les Oluges         | cabana       |                              | 41° 42′ 05″ N, 1° 19′ 05″ E / 41.7015121707079°N,1.31806824559315°E 561 msnm |           |                     | Modifica les dades a Wikidata |
|        | pallissa del Botet     | Santa Fe           | cabana       |                              | 41° 42′ 12″ N, 1° 22′ 27″ E / 41.7034528834361°N,1.3740478966272°E 629 msnm  |           |                     | Modifica les dades a Wikidata |
|        | pallissa del Mallol    | les Oluges         | cabana       |                              | 41° 41′ 43″ N, 1° 19′ 07″ E / 41.6952171009357°N,1.31872499884603°E 504 msnm |           |                     | Modifica les dades a Wikidata |
|        | pallissa del Morros    | Montfalcó Murallat | cabana       |                              | 41° 41′ 12″ N, 1° 19′ 54″ E / 41.68671294359°N,1.33157462960027°E 587 msnm   |           |                     | Modifica les dades a Wikidata |
|        | pallissa del Pinós     | Santa Fe           | cabana       |                              | 41° 42′ 15″ N, 1° 22′ 26″ E / 41.7042971719292°N,1.37388239658372°E 530 msnm |           |                     | Modifica les dades a Wikidata |

## carrer
| imatge | Nom                               | Ubicat a           | instància de | Detalls                                  | coordenades                                                   | Protecció                                  | Commons (més fotos)               | Dades a WD                    |
| ------ | --------------------------------- | ------------------ | ------------ | ---------------------------------------- | ------------------------------------------------------------- | ------------------------------------------ | --------------------------------- | ----------------------------- |
|        | Carrer Balaguer                   | les Oluges         | carrer       | Estil: arquitectura popular 16th century | 41° 41′ 51″ N, 1° 19′ 16″ E / 41.69747°N,1.32123°E 568 msnm   | bé integrant del patrimoni cultural català | Carrer Balaguer de les Oluges     | Modifica les dades a Wikidata |
|        | Carrer Rodó de Montfalcó Murallat | Montfalcó Murallat | carrer       | 12nd century                             | 41° 41′ 20″ N, 1° 20′ 23″ E / 41.688824°N,1.339605°E 602 msnm | bé cultural d'interès local                | Carrer Rodó de Montfalcó Murallat | Modifica les dades a Wikidata |

## casa
| imatge | Nom                      | Ubicat a   | instància de | Detalls                                  | coordenades                                                                  | Protecció                                  | Commons (més fotos)      | Dades a WD                    |
| ------ | ------------------------ | ---------- | ------------ | ---------------------------------------- | ---------------------------------------------------------------------------- | ------------------------------------------ | ------------------------ | ----------------------------- |
|        | Cal Balcells de Santa Fe | Santa Fe   | casa         | Estil: arquitectura popular 19th century | 41° 41′ 57″ N, 1° 21′ 48″ E / 41.6993°N,1.36347°E ca:Pl. Major 608 msnm      | bé cultural d'interès local                | Cal Balcells de Santa Fe | Modifica les dades a Wikidata |
|        | Cal Sastre de Santa Fe   | Santa Fe   | casa         | Estil: arquitectura popular 18th century | 41° 41′ 58″ N, 1° 21′ 50″ E / 41.6994°N,1.36377°E ca:Pl. Major, 18 609 msnm  | bé integrant del patrimoni cultural català | Cal Sastre de Santa Fe   | Modifica les dades a Wikidata |
|        | Cal Soler                | les Oluges | casa         |                                          | 41° 41′ 46″ N, 1° 19′ 15″ E / 41.6960778999623°N,1.32092573935222°E 512 msnm |                                            |                          | Modifica les dades a Wikidata |
|        | Cal Sorribes             | Santa Fe   | casa         | Estil: arquitectura popular 20th century | 41° 41′ 58″ N, 1° 21′ 49″ E / 41.69952°N,1.36348°E ca:C. del Portal 610 msnm | bé integrant del patrimoni cultural català | Cal Sorribes de Santa Fe | Modifica les dades a Wikidata |

## castell
| imatge | Nom                      | Ubicat a   | instància de | Detalls                                                                                   | coordenades                                                                                        | Protecció                                                                                       | Commons (més fotos)      | Dades a WD                    |
| ------ | ------------------------ | ---------- | ------------ | ----------------------------------------------------------------------------------------- | -------------------------------------------------------------------------------------------------- | ----------------------------------------------------------------------------------------------- | ------------------------ | ----------------------------- |
|        | Castell de Montfalcó     | les Oluges | castell      | 11st century                                                                              | 41° 41′ 19″ N, 1° 20′ 22″ E / 41.688681°N,1.339581°E Montfalcó Murallat 602 msnm                   |                                                                                                 | Castell de Montfalcó     | Modifica les dades a Wikidata |
|        | Castell de Santa Fe      | Santa Fe   | castell      | Estil: arquitectura romànica arquitectura barroca 12nd century                            | 41° 42′ 00″ N, 1° 21′ 49″ E / 41.699969°N,1.363516°E ca:Pl. de les Armes - c. del Castell 631 msnm | bé d'interès cultural bé integrant del patrimoni cultural català bé cultural d'interès nacional | Castell de Santa Fe      | Modifica les dades a Wikidata |
|        | Castell de l'Oluja Alta  | les Oluges | castell      | Estil: arquitectura popular 10th century                                                  | 41° 41′ 51″ N, 1° 19′ 17″ E / 41.69755°N,1.32149°E ca:Pl. del Castell 567 msnm                     | bé integrant del patrimoni cultural català                                                      | Castell de l'Oluja Alta  | Modifica les dades a Wikidata |
|        | Castell de l'Oluja Baixa | les Oluges | castell      | Estil: arquitectura gòtica arquitectura del Renaixement arquitectura popular 16th century | 41° 41′ 50″ N, 1° 19′ 09″ E / 41.6972°N,1.31926°E ca:Plaça Major, les Oluges 525 msnm              | bé d'interès cultural bé integrant del patrimoni cultural català bé cultural d'interès nacional | Castell de l'Oluja Baixa | Modifica les dades a Wikidata |

## creu de la Santa Missió
| imatge | Nom                                   | Ubicat a   | instància de            | Detalls                                  | coordenades | Protecció                                  | Commons (més fotos)                   | Dades a WD                    |
| ------ | ------------------------------------- | ---------- | ----------------------- | ---------------------------------------- | --- | ------------------------------------------ | ------------------------------------- | ----------------------------- |
|        | Creu de la Santa Missió de Santa Fe   | Santa Fe   | creu de la Santa Missió | Estil: arquitectura popular 18th century | 41° 41′ 55″ N, 1° 21′ 49″ E / 41.6986°N,1.36355°E ca:C. de la Creu 597 msnm                                     | bé integrant del patrimoni cultural català | Creu de la Santa Missió de Santa Fe   | Modifica les dades a Wikidata |
|        | Creu de la Santa Missió de les Oluges | les Oluges | creu de la Santa Missió | Estil: arquitectura popular 20th century | 41° 41′ 56″ N, 1° 19′ 20″ E / 41.69877°N,1.3222°E ca:A la part del darrere del castell de l'Oluja Alta 572 msnm | bé integrant del patrimoni cultural català | Creu de la Santa Missió de les Oluges | Modifica les dades a Wikidata |

## entitat singular de població
| imatge | Nom                | Ubicat a   | instància de                                   | Detalls                                          | coordenades                                                                                  | Protecció                                            | Commons (més fotos)    | Dades a WD                    |
| ------ | ------------------ | ---------- | ---------------------------------------------- | ------------------------------------------------ | -------------------------------------------------------------------------------------------- | ---------------------------------------------------- | ---------------------- | ----------------------------- |
|        | Montfalcó Murallat | les Oluges | entitat singular de població vila closa        | Estil: arquitectura popular 11st century 17 hab  | 41° 41′ 20″ N, 1° 20′ 22″ E / 41.68881944°N,1.33956667°E ca:Ctra. LV-1003, km 8,200 602 msnm | bé d'interès cultural bé cultural d'interès nacional | Montfalcó Murallat     | Modifica les dades a Wikidata |
|        | Santa Fe           | les Oluges | entitat singular de població vila closa        | Estil: arquitectura romànica 12nd century 31 hab | 41° 41′ 58″ N, 1° 21′ 49″ E / 41.699512°N,1.363668°E 615 msnm                                | bé integrant del patrimoni cultural català           | Vila closa de Santa Fe | Modifica les dades a Wikidata |
|        | les Oluges         | les Oluges | entitat singular de població capital municipal | 117 hab                                          | 41° 41′ 48″ N, 1° 19′ 13″ E / 41.69680121°N,1.32036439°E 523 msnm                            |                                                      |                        | Modifica les dades a Wikidata |

## església
| imatge | Nom                              | Ubicat a           | instància de                 | Detalls                                                                                 | coordenades                                                                            | Protecció                   | Commons (més fotos)              | Dades a WD                    |
| ------ | -------------------------------- | ------------------ | ---------------------------- | --------------------------------------------------------------------------------------- | -------------------------------------------------------------------------------------- | --------------------------- | -------------------------------- | ----------------------------- |
|        | Sant Jaume de Montfalcó          | Montfalcó Murallat | església                     | Estil: arquitectura romànica 12nd century                                               | 41° 41′ 01″ N, 1° 19′ 51″ E / 41.683487°N,1.330703°E ca:Pla de Sant Jaume 598 msnm     | bé cultural d'interès local |                                  | Modifica les dades a Wikidata |
|        | Sant Pere de Montfalcó Murallat  | Montfalcó Murallat | església església parroquial | Estil: arquitectura romànica gòtic tardà 12nd century                                   | 41° 41′ 20″ N, 1° 20′ 25″ E / 41.6888°N,1.34018°E ca:Pl. de l'Església 596 msnm        | bé cultural d'interès local | Sant Pere de Montfalcó Murallat  | Modifica les dades a Wikidata |
|        | Sant Pere de Santa Fe de Segarra | Santa Fe           | església església parroquial | Estil: art romànic arquitectura barroca 12nd century                                    | 41° 41′ 56″ N, 1° 21′ 47″ E / 41.6989°N,1.36307°E ca:C. de l'Església 600 msnm         | bé cultural d'interès local | Sant Pere de Santa Fe de Segarra | Modifica les dades a Wikidata |
|        | Sant Salvador de les Oluges      | les Oluges         | església                     | Estil: arquitectura romànica 10th century                                               | 41° 41′ 51″ N, 1° 19′ 18″ E / 41.69744°N,1.32167°E ca:Pl. del Castell 569 msnm         | bé cultural d'interès local | Sant Salvador de les Oluges      | Modifica les dades a Wikidata |
|        | Santa Engràcia de les Oluges     | les Oluges         | església                     | Estil: arquitectura popular 18th century                                                | 41° 41′ 45″ N, 1° 19′ 16″ E / 41.6957°N,1.32124°E ca:A l'entrada del poble 507 msnm    | bé cultural d'interès local | Santa Engràcia de les Oluges     | Modifica les dades a Wikidata |
|        | Santa Maria de les Oluges        | les Oluges         | església església parroquial | Estil: arquitectura barroca arquitectura romànica arquitectura neoclàssica 18th century | 41° 41′ 51″ N, 1° 19′ 08″ E / 41.6975°N,1.31897°E ca:Pl. del Pare Cortadellas 527 msnm | bé cultural d'interès local | Santa Maria de les Oluges        | Modifica les dades a Wikidata |

## granja
| imatge | Nom                  | Ubicat a           | instància de | Detalls | coordenades                                                                  | Protecció | Commons (més fotos) | Dades a WD                    |
| ------ | -------------------- | ------------------ | ------------ | ------- | ---------------------------------------------------------------------------- | --------- | ------------------- | ----------------------------- |
|        | Corral del Balcell   | les Oluges         | granja       |         | 41° 41′ 47″ N, 1° 19′ 37″ E / 41.6963177016301°N,1.32686799128723°E 523 msnm |           |                     | Modifica les dades a Wikidata |
|        | Granges del Castells | Montfalcó Murallat | granja       |         | 41° 41′ 22″ N, 1° 20′ 14″ E / 41.6894514633218°N,1.33719938175038°E 562 msnm |           |                     | Modifica les dades a Wikidata |
|        | Granges del Foix     | Montfalcó Murallat | granja       |         | 41° 41′ 10″ N, 1° 20′ 27″ E / 41.6862426000425°N,1.34076646213254°E 543 msnm |           |                     | Modifica les dades a Wikidata |
|        | Granja Morros        | les Oluges         | granja       |         | 41° 41′ 50″ N, 1° 18′ 53″ E / 41.697174869846°N,1.31464819913635°E 500 msnm  |           |                     | Modifica les dades a Wikidata |
|        | Granja de Cal Daniel | les Oluges         | granja       |         | 41° 41′ 46″ N, 1° 19′ 29″ E / 41.6959802565541°N,1.32472567989913°E 520 msnm |           |                     | Modifica les dades a Wikidata |
|        | Granja del Codina    | les Oluges         | granja       |         | 41° 41′ 47″ N, 1° 19′ 25″ E / 41.6964233042407°N,1.32360859954444°E 521 msnm |           |                     | Modifica les dades a Wikidata |
|        | Granja del Pauet     | les Oluges         | granja       |         | 41° 41′ 56″ N, 1° 19′ 07″ E / 41.6988627174446°N,1.3185819525945°E 546 msnm  |           |                     | Modifica les dades a Wikidata |
|        | Granja del Ros       | les Oluges         | granja       |         | 41° 41′ 56″ N, 1° 18′ 41″ E / 41.698819145997°N,1.31131243218841°E 499 msnm  |           |                     | Modifica les dades a Wikidata |
|        | Granja del Tomaset   | les Oluges         | granja       |         | 41° 41′ 47″ N, 1° 18′ 58″ E / 41.6964847499987°N,1.31610828241018°E 502 msnm |           |                     | Modifica les dades a Wikidata |
|        | Granja del Torroella | Montfalcó Murallat | granja       |         | 41° 41′ 24″ N, 1° 19′ 44″ E / 41.6900880240581°N,1.32892799366565°E 516 msnm |           |                     | Modifica les dades a Wikidata |
|        | Granja del Vilaplana | Santa Fe           | granja       |         | 41° 41′ 53″ N, 1° 21′ 38″ E / 41.697927856615°N,1.36046313755253°E 587 msnm  |           |                     | Modifica les dades a Wikidata |

## masia
| imatge | Nom         | Ubicat a           | instància de | Detalls       | coordenades                                                                  | Protecció | Commons (més fotos) | Dades a WD                    |
| ------ | ----------- | ------------------ | ------------ | ------------- | ---------------------------------------------------------------------------- | --------- | ------------------- | ----------------------------- |
|        | Cal Ferrer  | les Oluges         | masia        |               | 41° 41′ 41″ N, 1° 19′ 16″ E / 41.6947215655668°N,1.32117732830999°E 505 msnm |           |                     | Modifica les dades a Wikidata |
|        | Cal Jaume   | Montfalcó Murallat | masia        |               | 41° 41′ 10″ N, 1° 20′ 24″ E / 41.685982°N,1.340012°E 542 msnm                |           |                     | Modifica les dades a Wikidata |
|        | Cal Tort    | Santa Fe           | masia        |               | 41° 41′ 54″ N, 1° 21′ 55″ E / 41.6983647858188°N,1.36521099178434°E 597 msnm |           |                     | Modifica les dades a Wikidata |
|        | Mas Ribera  | Montfalcó Murallat | masia        |               | 41° 41′ 06″ N, 1° 20′ 22″ E / 41.684976°N,1.33947°E 540 msnm                 |           |                     | Modifica les dades a Wikidata |
|        | Mas Suau    | Montfalcó Murallat | masia        | Estat: ruïnós | 41° 40′ 44″ N, 1° 19′ 40″ E / 41.678815°N,1.327895°E 600 msnm                |           |                     | Modifica les dades a Wikidata |
|        | la Melgosa  | les Oluges         | masia        |               | 41° 42′ 11″ N, 1° 21′ 01″ E / 41.7029238373124°N,1.35020468199458°E 571 msnm |           |                     | Modifica les dades a Wikidata |
|        | la Teuleria | les Oluges         | masia        |               | 41° 41′ 44″ N, 1° 21′ 38″ E / 41.695534652996°N,1.36064410355453°E           |           |                     | Modifica les dades a Wikidata |

## molí d'aigua
| imatge | Nom                 | Ubicat a   | instància de | Detalls                                                                      | coordenades | Protecció                   | Commons (més fotos)              | Dades a WD                    |
| ------ | ------------------- | ---------- | ------------ | ---------------------------------------------------------------------------- | --- | --------------------------- | -------------------------------- | ----------------------------- |
|        | El Molí             | les Oluges | molí d'aigua | Estat: ruïnós                                                                | 41° 41′ 41″ N, 1° 18′ 59″ E / 41.694687972931°N,1.31641953120462°E 501 msnm                                             |                             |                                  | Modifica les dades a Wikidata |
|        | El Molí del Castell | les Oluges | molí d'aigua | Estil: arquitectura popular 18th century Estat: ruïnós                       | 41° 41′ 50″ N, 1° 18′ 31″ E / 41.6971°N,1.30867°E ca:Dreta del riu Sió, camí en direcció a Castellnou d'Oluges 492 msnm | bé cultural d'interès local | El Molí del Castell (les Oluges) | Modifica les dades a Wikidata |
|        | Molí de Santa Fe    | Santa Fe   | molí d'aigua | Estil: arquitectura romànica arquitectura popular 12nd century Estat: ruïnós | 41° 41′ 40″ N, 1° 21′ 27″ E / 41.6945°N,1.35752°E ca:Ctra. d'Estaràs 543 msnm                                           | bé cultural d'interès local | Molí de Santa Fe                 | Modifica les dades a Wikidata |

## torre de defensa
| imatge | Nom                 | Ubicat a   | instància de     | Detalls                                   | coordenades | Protecció                                            | Commons (més fotos)           | Dades a WD                    |
| ------ | ------------------- | ---------- | ---------------- | ----------------------------------------- | --- | ---------------------------------------------------- | ----------------------------- | ----------------------------- |
|        | Torre de Santa Fe   | Santa Fe   | torre de defensa |                                           | 41° 41′ 59″ N, 1° 21′ 44″ E / 41.69967°N,1.36225°E 604 msnm                                                      | bé cultural d'interès local                          | Torre de Santa Fe             | Modifica les dades a Wikidata |
|        | Torre de les Oluges | les Oluges | torre de defensa | Estil: arquitectura romànica 11st century | 41° 41′ 55″ N, 1° 18′ 56″ E / 41.69871°N,1.315658°E ca:Partida del Molí de Vent, a l'oest de les Oluges 556 msnm | bé d'interès cultural bé cultural d'interès nacional | Torre de defensa (les Oluges) | Modifica les dades a Wikidata |

## Misc
| imatge | Nom                              | Ubicat a               | instància de        | Detalls                                  | coordenades | Protecció                                  | Commons (més fotos)              | Dades a WD                    |
| ------ | -------------------------------- | ---------------------- | ------------------- | ---------------------------------------- | --- | ------------------------------------------ | -------------------------------- | ----------------------------- |
|        | Abeuradors de les Oluges         | les Oluges             | abeurador           | Estil: arquitectura popular 19th century | 41° 41′ 50″ N, 1° 19′ 09″ E / 41.69717°N,1.3192°E ca:Pl. Major 523 msnm                                                     | bé integrant del patrimoni cultural català | Abeuradors de les Oluges         | Modifica les dades a Wikidata |
|        | Molí de vent de Mas Suau         | les Oluges             | edifici             |                                          | | bé cultural d'interès local                |                                  | Modifica les dades a Wikidata |
|        | Pedrera Pla de Vià               | les Oluges             | pedrera             |                                          | 41° 42′ 01″ N, 1° 20′ 27″ E / 41.7001867488224°N,1.34088868889865°E                                                         |                                            |                                  | Modifica les dades a Wikidata |
|        | Plans del Franquesa              | les Oluges Estaràs     | indret plana        |                                          | 41° 41′ 46″ N, 1° 22′ 21″ E / 41.6961°N,1.37243°E 617 msnm                                                                  |                                            |                                  | Modifica les dades a Wikidata |
|        | Pont Volat                       | les Oluges             | pont                |                                          | 41° 41′ 29″ N, 1° 19′ 46″ E / 41.6914301216845°N,1.32955414344511°E                                                         |                                            |                                  | Modifica les dades a Wikidata |
|        | Sió                              | Segarra Noguera Urgell | curs d'aigua        | Desemboca: Segre Llarg: 77km             | 41° 41′ 12″ N, 1° 23′ 30″ E / 41.68653°N,1.3916069444444443°E 41° 48′ 04″ N, 0° 48′ 38″ E / 41.80124°N,0.8105361111111111°E |                                            | Sió River                        | Modifica les dades a Wikidata |
|        | Torre del Gili                   | Montfalcó Murallat     | torre de sentinella |                                          | 41° 40′ 35″ N, 1° 19′ 43″ E / 41.6764290233052°N,1.32859669180947°E 612 msnm                                                |                                            |                                  | Modifica les dades a Wikidata |
|        | Tossal de la Capella             | les Oluges             | muntanya            |                                          | 41° 41′ 59″ N, 1° 21′ 34″ E / 41.69965833°N,1.35950278°E 635 msnm                                                           |                                            |                                  | Modifica les dades a Wikidata |
|        | casa consistorial de les Oluges  | les Oluges             | casa consistorial   |                                          | 41° 41′ 50″ N, 1° 19′ 09″ E / 41.6971763°N,1.3192549°E                                                                      |                                            |                                  | Modifica les dades a Wikidata |
|        | plaça de l'Església de Montfalcó | Montfalcó Murallat     | plaça               |                                          | 41° 41′ 19″ N, 1° 20′ 23″ E / 41.68871°N,1.33971°E 602 msnm                                                                 | bé cultural d'interès local                | Plaça de l'Església de Montfalcó | Modifica les dades a Wikidata |